# Калитов, Георгий Гайниахметович
Калитов Георгий Гайнияхматович  (7 сентября 1952, д. Нижнее-Иванаево, Балтачевский район, БАССР — 21 ноября 2021, Уфа, Башкортостан) — народный художник РБ (2012), лауреат Государственной премии РБ им. Салавата Юлаева (1995), заслуженный художник РБ (2003), заслуженный работник культуры БАССР (1987). Член Союза художников России с 1995 года.

## Биография
Калитов Георгий Гайнияхматович родился 7 сентября 1952 года в д. Нижнее-Иванаево Балтачевского района БАССР в многодетной семье (четверо детей). Двух старших братьев по достижении ими девяти и десяти лет решено было отправили учиться в интернат при детском доме. С 1963 по 1967 год Георгий Калитов с братом Сережей были воспитанниками Бирского детского дома N 1.
После окончания 8 классов школы работал в Бирске резчиком по дереву  почти год на Бирской фабрике художественных изделий фирмы "Агидель", в 1968 году Георгий Калитов поступил на художественное отделение Уфимского училища искусств, где учился  у преподавателей: Л. Н. Самарина и К. П. Чапругина, Р.М. Нурмухаметова.
В 1972 году Георгий Гайнияхматович окончил художественное отделение Уфимского училища искусств.
После службы в армии, вернулся в родную деревню, работал заведующим клубом, художником, постановщиком спектаклей, концертов, учителем Иванаевской СОШ в 1974—1975 годах. С 1975 года учился в УГИИ. В 1980 году защитил диплом с отличием,- картина х.м. "Осень в Алкино.Военные строители". С 1980 по 1993 год работал в Худ Фонде СХ БАССР. Во главе  бригады художников создал ряд росписей (в Сибае, в Стерлитамаке,в Красноусольске), плафон зрительного зала БГТОиБ (1987),витражи "Мелодии Башкирии" (арх. Печёркин А.В.) из цв. стекла для Башгосфилармонии (1985).   С 1985 года по 2017 год преподаватель художественного отделения - в Уфимском училище искусств, с 1994 по 1997 и с 2003 по 2005 годы - параллельно преподавал на кафедре живописи в УГАИ.
Работал в области станкового (живопись, графика), монументального искусства, книжной иллюстрации, театрального искусства, как художник постановщик (пять спектаклей для БГТК, в том числе по произведению М.Карима "Долгое, долгое детство",1999).
Жил и работал в Уфе.
Умер 21 ноября 2021 года в Уфе. Прощание должно было состояться в 10:00 часов 23 ноября 2021 года в Башкирском художественном музее имени Михаила Нестерова.

## Выставки
Участвовал в выставках с 1979 года, в международных  — с 1993 года. Персональные выставки в городах Благовещенск (1999), Уфа (2002), Йошкар-Ола (2005).

## Основные работы
"Портрет пенсионера из Сибая"  1983,(закуплен с выставки "Урал социалистический" в г.Свердловске Мин культом РСФСР), «Групповой портрет доярок» 1989, 1988; «Деревня зимой», 1989,"Верификация" 1994,"Мать" 1993,  «Полёт уток над марийской деревней», 1992, портрет «Столяр Рафаил», 1988,  «Жертвоприношение», 1993.  Серия автолитографий «Марийские обряды»,(1994- 2002), серия линогравюр "Персонажи марийской мифологии" (2015-2017). Триптих «Душа земли» (1994, БГУ, гл.корпус 4-й этаж), картина «Созвездие» (2002,театральный музей БГАТД им. М.Гафури.;картина "Чаепитие в Темясово" (2007, БГХМ им. М.В.Нестерова) — последние три произведения создал в соавторстве с художником Р.С.Зайнетдиновым. Картина "Царская грамота" 2007- 2013,(Бирский исторический музей),картина "Киндзмараули для союзников" 2010, картина "Луна, кумган и автомат" 2013,  "Летят перелётные птицы" 2015,"Натюрморт с дыней" 1992.
Автор и куратор этнофутуристического проекта "Кандыра" 2012,(боди арт, перформанс, хеппеннинг, видео-фильм)- совместно с режиссёром документалистом А.Аликовым, Автор и куратор этнофутуристического проекта "У древних марийцев была рунопись ?" 2014-2015,(артефакты,тексты фотографии),- совместно с фотографом В.Мадияровым.
Автор книг: "Башкирская школа живописи. История" -Уфа;Автор,2012,-280 с.ил.-текст;рус., "Блеск черемисской стрелы. Черемис пикшын умдыжо" Йошкар-Ола,2016, 300с.","Ава", Йошкар-Ола,2017,82 с.

## Награды и звания
- Государственная премия Республики Башкортостан им. Салавата Юлаева (1995) - за серию картин “Предание”, “Душа земли”, “Кумыс”, созданных в 1994 – 1995 гг..
- Народный художник РБ (2012).
- Заслуженный работник культуры БАССР (1987).
- Заслуженный художник РБ (2003).